# Kiruba (álbum)
Kiruba, álbum debut del grupo pop ecuatoriano homónimo, lanzado en mayo de 2003. El primer sencillo Quisiera, lanzado un mes antes, obtuvo la aceptación inmediata del público no solo a nivel nacional sino también internacional. Este álbum se convirtió en el más vendido de un artista nacional en la historia de Ecuador, con más de 15 mil copias vendidas que les valieron el triple disco de platino otorgado por su disquera, MTM Records.
El álbum fue grabado en los estudios Audiovisión de Bogotá (Colombia) durante casi todo el mes de febrero de 2003 bajo la dirección de Javier Jara, quien había trabajado también con Shakira, Carlos Vives y las popstars colombianas: Escarcha. La producción estuvo a cargo del ecuatoriano Eduardo de Narváez y el colombiano Fredy Camelo, autores a la vez de algunos temas del disco.
Los sencillos extraídos de este álbum fueron Quisiera, Camina, Como Extraño Tu Luz y Me Pierdo. Todos estos alcanzaron los primeros lugares en las listas de Ecuador, y Quisiera llegó al decimoquinto a nivel latinoamericano dentro del conteo de la cadena HTV.

## Créditos de producción
| Cargo                           | Persona                                                           |
| ------------------------------- | ----------------------------------------------------------------- |
| Dirección general               | Javier Jara                                                       |
| Producción musical              | Eduardo de Narváez                                                |
| Arreglos musicales              | Eduardo de Narváez Fredy Camelo Carlos Aguera Juan Antonio Macías |
| Asistente de producción         | Patricia Riaño                                                    |
| Arreglos y dirección vocal      | Sarelena Del Pozo Eduardo de Narváez Sandra Serrato               |
| Ingeniero de grabación y mezcla | Andrés Landinez                                                   |
| Masterización                   | Mauricio González                                                 |

## Músicos
| Instrumento        | Músico                                                      |
| ------------------ | ----------------------------------------------------------- |
| Guitarras          | Fredy Camelo                                                |
| Baterías           | Pablo Bernal                                                |
| Bajo               | Juan Pablo Gasca                                            |
| Piano y teclados   | Juan Pablo Macías                                           |
| Percusión          | Luis Enrique Duque Luis Pacheco                             |
| Charango y zampoña | Omar Flórez                                                 |
| Rhodes             | Eduardo de Narváez                                          |
| Voz masculina      | Eduardo de Narváez                                          |
| Voces guía         | Carolina Pinzón Connie Medina Sandra Serrato Karime Ramírez |

## Lista de canciones del álbum
Compuesto por un total de 10 temas, la lista de canciones, duración y compositores de los mismos es la siguiente:
01. Quisiera

Compositores: Karime Ramírez, Fernando Arroyo

Duración: 4:13

Sencillo: Primero - abril de 2003
02. Como Extraño Tu Luz

Compositores: Julio Navarrete

Duración: 3:18

Sencillo: Tercero - agosto de 2003
03. Me Pierdo

Compositores: John William Upegui

Duración: 4:01

Sencillo: Cuarto - noviembre de 2003
04. Dame

Compositores: Fredy Camelo

Duración: 2:55

Sencillo: No
05. Mirando Como Un Bobo

Compositores: Claudio Durán

Duración: 3:40

Sencillo: No, aunque se lo utilizó durante gran parte de las pruebas en el proceso de selección del grupo
06. Te Llevo En Mi Corazón

Compositores: Fernando Gómez, Alejandro Gómez

Duración: 3:31

Sencillo: No
07. Camina

Compositores: Diana Rueda, Cecilia Calle

Duración: 3:18

Sencillo Segundo - junio de 2003
08. Eres

Compositores: Carlos Aguera, María Tatiana Duarte

Duración: 3:25

Sencillo: No
09. Con Todo Lo Que Tengo

Compositores: Julio Navarrete

Duración: 4:13

Sencillo: No
10. Mosaico Kiruba

Compositores: César Guerrero (El Aguacate), Enrique Espín Yépez (Pasional), Gonzalo Benítez y Luis Alberto Valencia (Vasija de Barro)

Duración: 4:08

Sencillo: No, pero es una recopilación de importantes temas populares ecuatorianos, reeditados y cantados por las chicas.

### Sencillos
| Año  | Sencillo                                      | Posiciones         | Posiciones          | Posiciones      | Posiciones         | Álbum  |
| Año  | Sencillo                                      | Bandera de Ecuador | Bandera de Colombia | Bandera de Perú | Bandera de Bolivia | Álbum  |
| ---- | --------------------------------------------- | ------------------ | ------------------- | --------------- | ------------------ | ------ |
| 2003 | “Quisiera” (incluye video)                    | 1                  | 15                  | 18              | 12                 | Kiruba |
| 2003 | “Camina” (incluye video)                      | 1                  | 25                  | -               | 30                 | Kiruba |
| 2003 | “Como Extraño Tu Luz” (solo promoción radial) | 5                  | -                   | -               | -                  | Kiruba |
| 2003 | “Me Pierdo” (solo promoción radial)           | 1                  | -                   | -               | 23                 | Kiruba |